# Macrostemum arcuatum
Macrostemum arcuatum är en nattsländeart som först beskrevs av Wilhelm Ferdinand Erichson 1848.  Macrostemum arcuatum ingår i släktet Macrostemum och familjen ryssjenattsländor. Inga underarter finns listade i Catalogue of Life.

## Bildgalleri

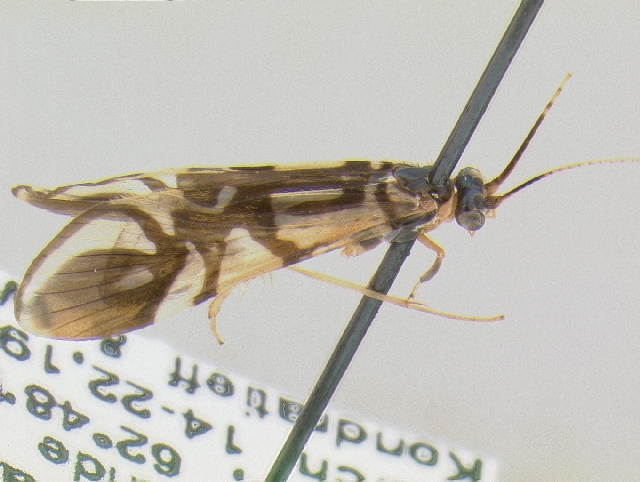